# Bradley Woodward
Bradley Woodward (Kanwal, 5 luglio 1998) è un nuotatore australiano.

## Palmarès
- Mondiali

Fukuoka 2023: argento nella 4×100m misti mista e bronzo nella 4×100m misti.
Doha 2024: argento nella 4×100m misti mista.
- Giochi del Commonwealth

Gold Coast 2018: oro nella 4×100m misti, argento nei 100m dorso e nei 200m dorso.
Birmingham 2022: argento nei 200m dorso e nella 4x100m misti, bronzo nei 100m dorso.